# Laguian-Mazous
Laguian-Mazous ist eine französische Gemeinde mit 248 Einwohnern (Stand 1. Januar 2022) im Département Gers in der Region Okzitanien (vor 2016: Midi-Pyrénées). Sie gehört zum Arrondissement Mirande und zum Kanton Mirande-Astarac.
Die Einwohner werden Laguianais und Laguianaises genannt.

## Geographie
Laguian-Mazous liegt circa 16 Kilometer südwestlich von Mirande in der historischen Provinz Armagnac am südlichen Rand des Départements.
Umgeben wird Laguian-Mazous von den sieben Nachbargemeinden:
| Troncens              | Aux-Aussat                                  |          |
| Betplan               | Kompassrose, die auf Nachbargemeinden zeigt | Miélan   |
| Villecomtal-sur-Arros | Montégut-Arros                              | Estampes |

### Gewässer
Laguian-Mazous liegt im Einzugsgebiet des Flusses Adour.
Der Laüs, ein Nebenfluss des Bouès, entspringt in Laguian-Mazous. Der Ruisseau de Rieuzan, ein weiterer Nebenfluss des Bouès, fließt an der südlichen Grenze zur Nachbargemeinde Estampes entlang. Außerdem wird Laguian-Mazous vom Ruisseau du Besc, einem Nebenfluss des Lurus, bewässert.

## Geschichte

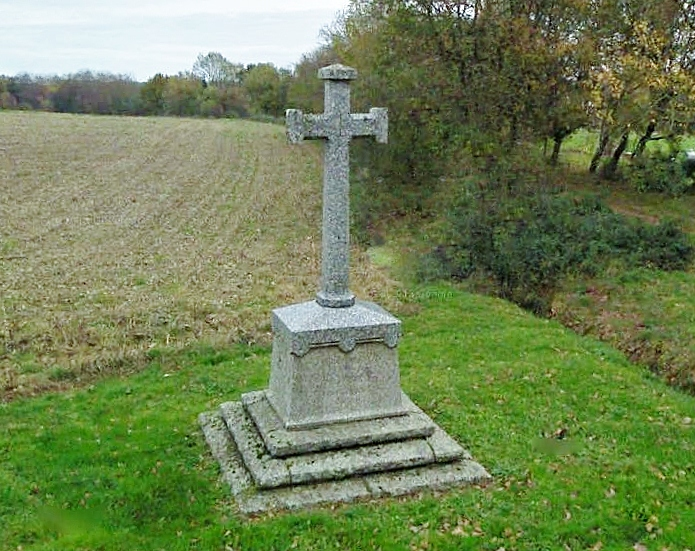
Gedenkkreuz am Ort des Eisenbahnunfalls von 1922

Im Jahre 1822 wurde die frühere Gemeinde Mazous eingemeindet. Seit 1888 lautet der Name der Gemeinde Laguian-Mazous.
In früheren Zeiten gab es eine Eisenbahnstrecke zwischen Auch und Tarbes. Am 1. August 1922 gegen 4.30 Uhr ereignete sich ein Unglück mit 33 Toten und 32 Verletzten auf dem Gebiet der Gemeinde, als der vordere von zwei hintereinander fahrenden Personenzügen mit Pilgern auf dem Weg nach Lourdes eine Steigung nicht mehr bewältigte und seine Bremsen versagten, worauf er rückwärts zurückrollte und mit hoher Geschwindigkeit auf den hinteren Zug auffuhr.

## Einwohnerentwicklung
Nach Beginn der Aufzeichnungen stieg die Einwohnerzahl bis zur Mitte des 19. Jahrhunderts auf einen Höchststand von rund 560. In der Folgezeit sank die Größe der Gemeinde bei zwischenzeitlichen Erholungsphasen bis zu den 1970er Jahren auf ihren tiefsten Stand von rund 215 Einwohnern. Es stellte sich eine Wachstumsphase bis zur Jahrtausendwende ein, als die Zahl der Einwohner auf über 300 stieg. In der Folge stellte sich eine Stagnation ein.
| Jahr                       | 1962 | 1968 | 1975 | 1982 | 1990 | 1999 | 2006 | 2011 | 2020 |
| Einwohner                  | 239  | 243  | 217  | 250  | 237  | 303  | 281  | 283  | 246  |
| Quellen: Cassini und INSEE |      |      |      |      |      |      |      |      |      |

## Sehenswürdigkeiten
- Kirche Saint-Martin in Laguian
- Kirche Saint-Jean-Baptiste in Mazous aus dem 18. Jahrhundert

## Wirtschaft und Infrastruktur

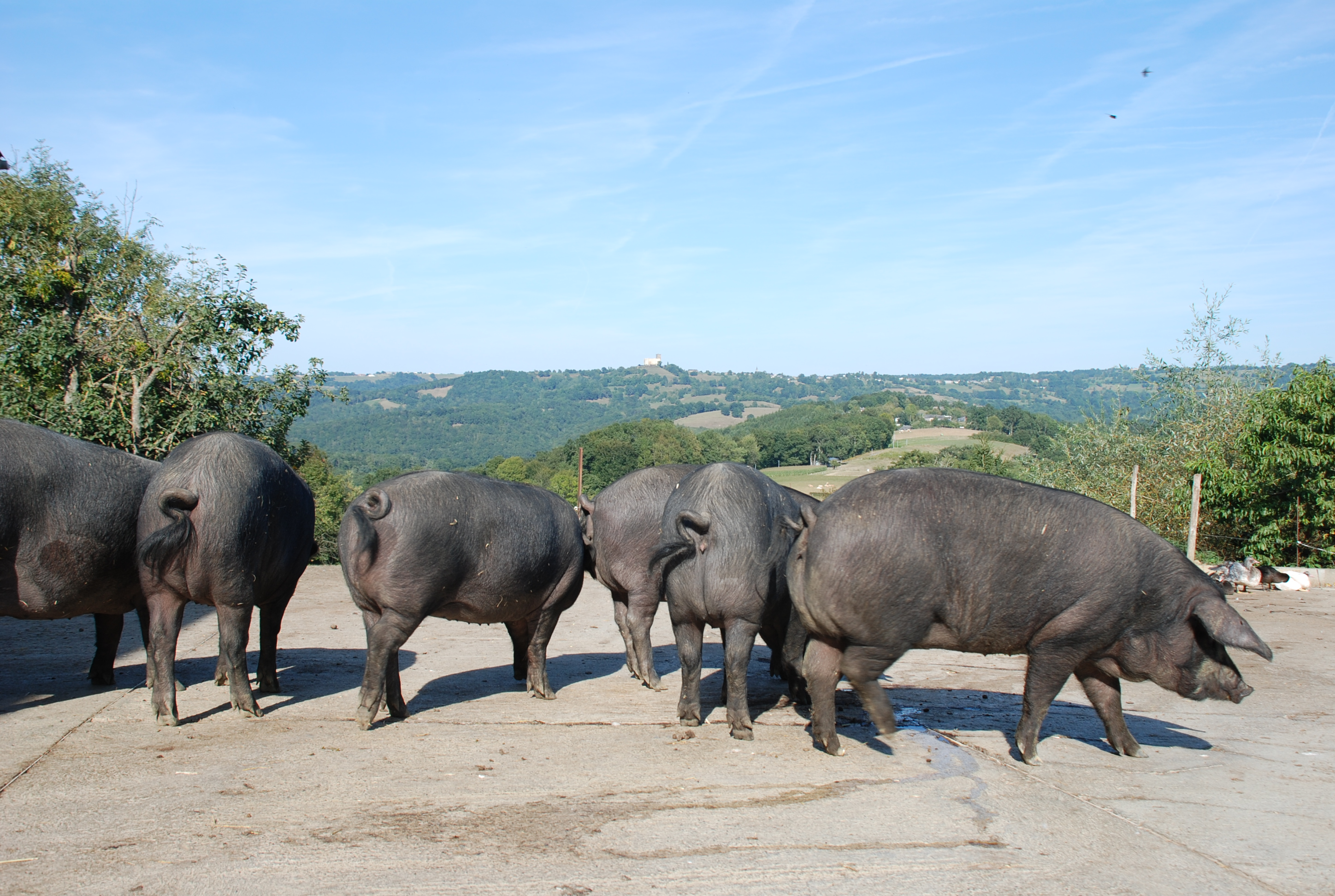
Porcs Noirs de Bigorre

Laguian-Mazous liegt in den Zonen AOC der Schweinerasse Porc noir de Bigorre und des Schinkens Jambon noir de Bigorre.

### Bildung
Die Gemeinde verfügt über eine öffentliche Grundschule mit 16 Schülerinnen und Schülern im Schuljahr 2019/2020.

### Verkehr

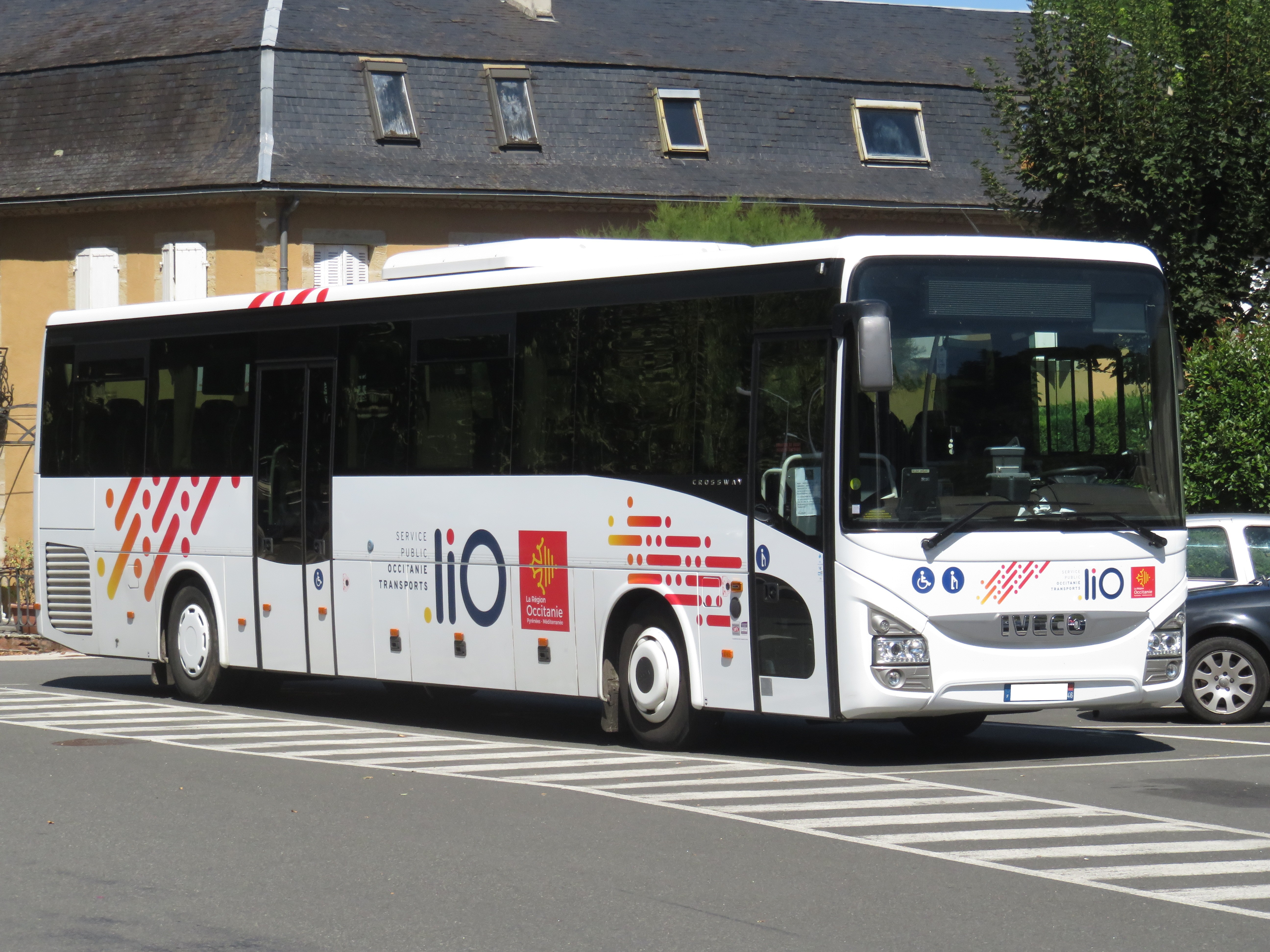
Bus der Lignes intermodales d’Occitanie

Laguian-Mazous ist über die Route départementales 3, 146 und 517 sowie über die Route nationale 21 erreichbar.
Außerdem ist die Gemeinde über eine Linie des Busnetzes Lignes intermodales d’Occitanie von Auch nach Tarbes mit anderen Gemeinden des Départements und des benachbarten Département Hautes-Pyrénées verbunden.